# 玛丽娜·雅尼克
玛丽娜·雅尼克（德語：Marina Janicke，1954年6月19日—），德国女子跳水运动员。她曾代表东德参加1972年夏季奥林匹克运动会跳水比赛，获得女子3米跳板和女子10米跳台铜牌。